# Arhitektura u 1733.
◄◄ | ◄ | 1730. | 1731. | 1732. | 1733.  | 1734. | 1735. | 1736. | ► | ►►
Arhitektura • Astronomija • Biologija • Glazba • Kazalište • Kemija • Kiparstvo • Knjige • Književnost • Kršćanstvo • Medicina • Politika • Pravo • Promet • Slikarstvo • Znanost
Arhitektura u 1733.

## Hrvatska i u Hrvata

### Zgrade i druge građevine
- Početak gradnje saborne crkve sv. Nikole u Vukovaru (dovršena 1737.)

## Vanjske poveznice
|  | Zajednički poslužitelj ima još gradiva o temi Arhitektura u 1730-im |